# Trasadingen
Trasadingen ist eine politische Gemeinde des Kantons Schaffhausen in der Schweiz.

Grenzwachtposten Trasadingen, Kompanie III/64, 1914–1918

## Geographie
Trasadingen liegt im Klettgau ganz im Westen des Kantons und direkt an der Grenze Deutschlands. Der Gemeindename ist durch das gleichnamige Funkfeuer im Anflug des Flughafens Zürich international bekannt.

## Geschichte
Im 14. Jahrhundert ist die Vogtei Trasadingen im Besitze derer von Randegg. Seit dem neunten Jahrhundert besass es das Kloster Rheinau als Grundbesitz; das Niedergericht wurde jedoch 1371 an den Spital von Schaffhausen veräussert. 
Die Kirchengemeinde Erzingen, zu der Trasadingen gehörte, zerfiel nach dem Schwabenkrieg.

Im Dreissigjährigen Krieg stellte Trasadingen 1619 als Kriegskontribution an die Städtische Herrschaft 33 Wehrpflichtige.

Historisches Luftbild aus 400 m von Walter Mittelholzer von 1919

## Wirtschaft
In Trasadingen wird Wein angebaut. Das Klima und der Boden eignen sich insbesondere für die Rebsorte Pinot noir. 22 Tafeln informieren auf einem 2001 eingerichteten Weinlehrpfad zu Themen des Weinbaus in der Region.

### Verkehr
Trasadingen liegt an der Europastrasse E 54 von Basel nach Schaffhausen.
Trasadingen hat einen Bahnhof der Deutschen Bahn an der Hochrheinbahn von Basel nach Schaffhausen und Singen. Dieser wird halbstündlich von Zügen bedient die von der SBB betrieben werden.

## Töchter und Söhne der Gemeinde
- Florian Egli (* 1982), Jazzmusiker
- Markus Hauser (1849–1900), Prediger und Seelsorger
- Werner Walter (1910–1938), Bahnradsportler
- Karl Zimmermann (1894–1984/1986), errang in 27 Jahren als Sportschütze 14 Weltmeistertitel und 8 Weltrekorde

## Sehenswürdigkeiten
Die Kirche St. Jakob stammt aus dem Jahr 1840.

## Wappen
Blasonierung
In weiss stilisierter grüner Rebstock mit je drei stilisierten blauen Trauben, oben in grünes Blatt, unten in Tatzenkreuz endigend, beseitet oben rechts von schwarzem Tatzenkreuz und links von weissem Rebmesser mit brauenem Griff und gelber Zwinge.
Das Trasadinger Wappen findet sich zum ersten Mal 1693. Es ist bis auf das Rebmesser im rechten (heraldisch: linken) Obereck, welches damals fehlte, identisch mit dem heute gebräuchlichen. In den kommenden Jahrhunderten änderte sich der Rebstock zu einer Tanne. Dies ist auf die ungenaue Arbeit der Siegelstecher in dieser Zeit zurückzuführen. Bei der Bereinigung 1949 griff man wieder auf die ursprüngliche Form zurück. Die Farben sind für den Rebstock die natürlichen, für Schild und Kreuz diejenigen des Heiliggeistspitals, für die das Kreuz steht, nämlich weiss-schwarz.

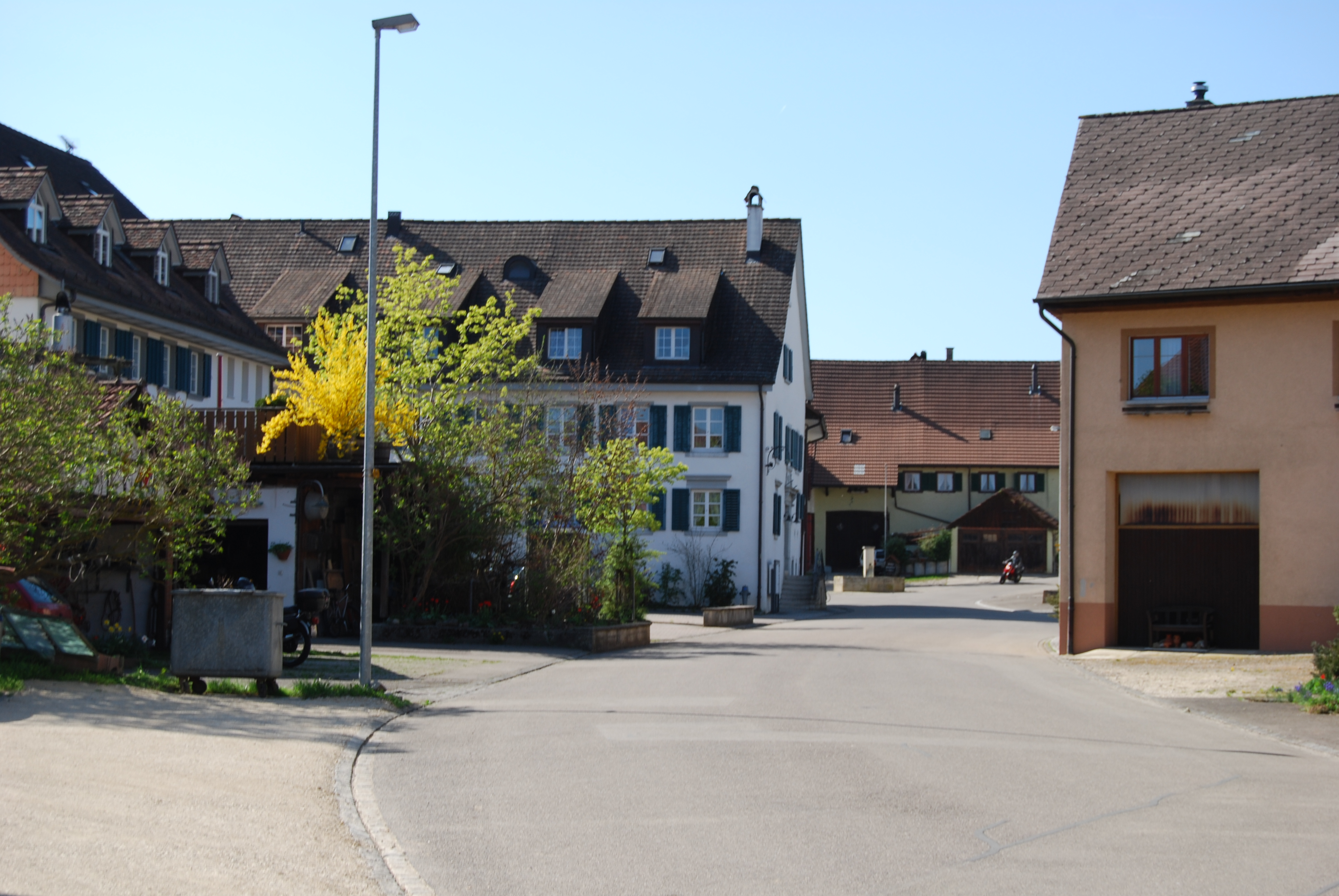
Trasadingen, Dorfstrasse
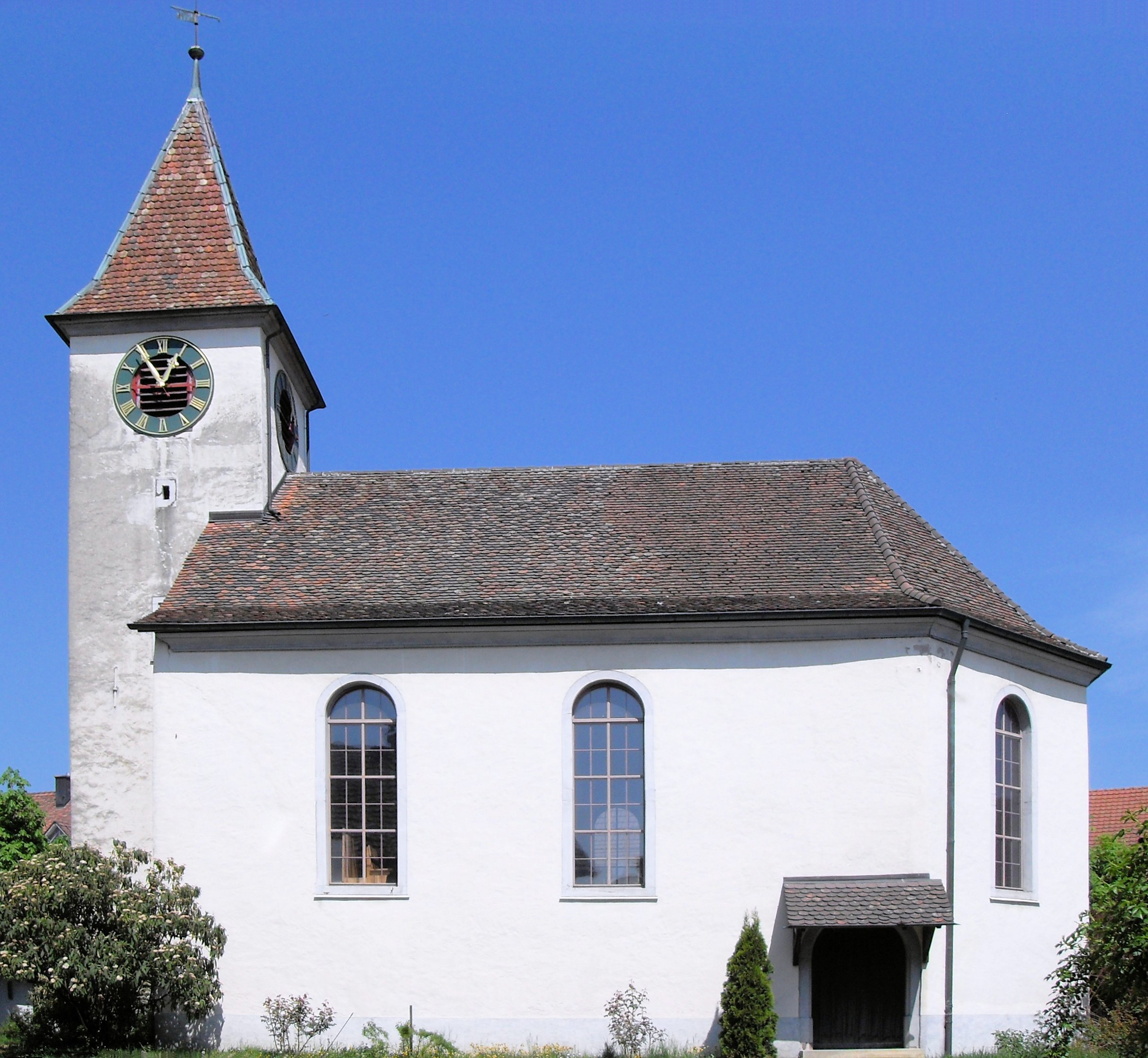
Kirche St. Jakob
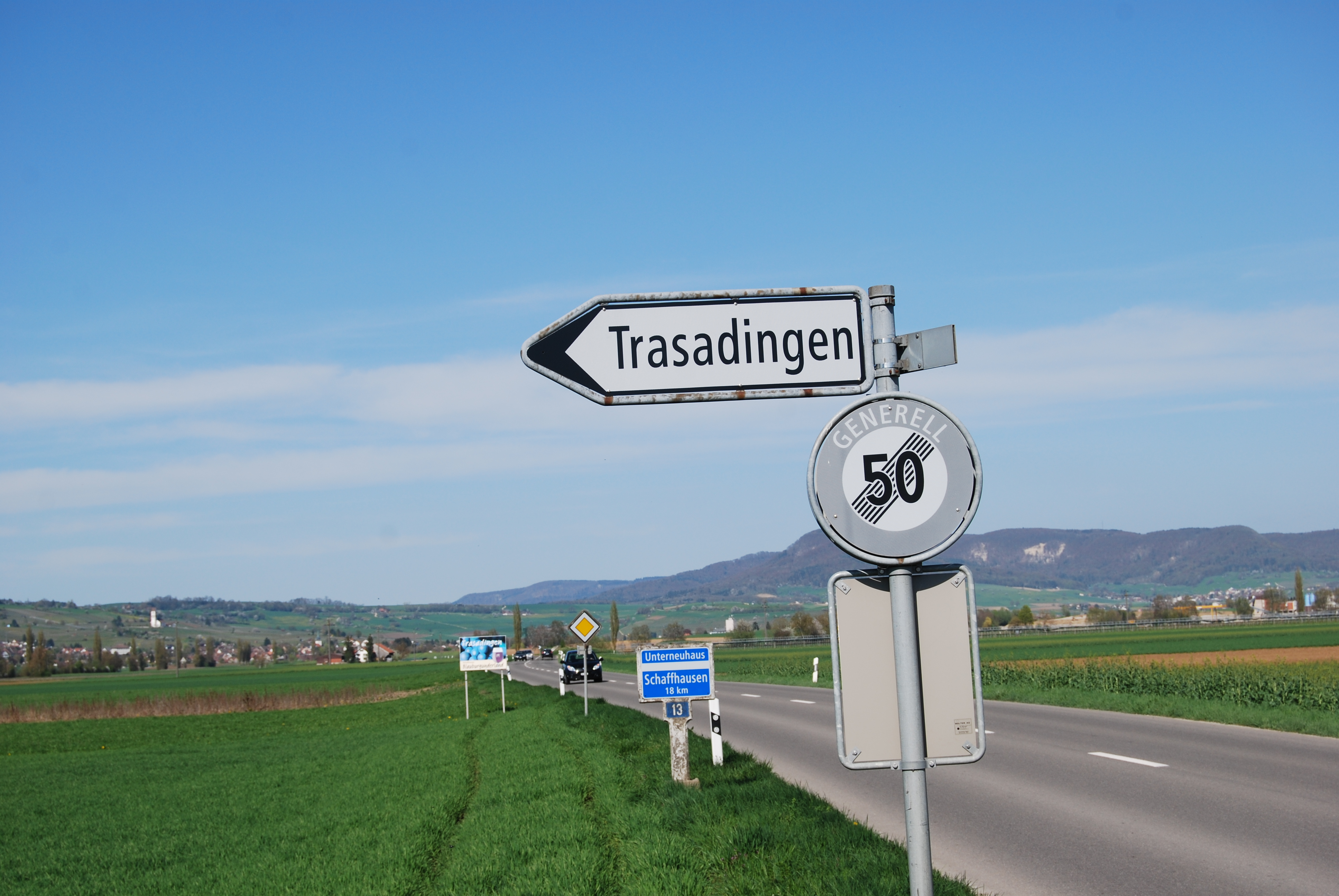
Abzweigung von der Hauptstrasse ins Dorfzentrum
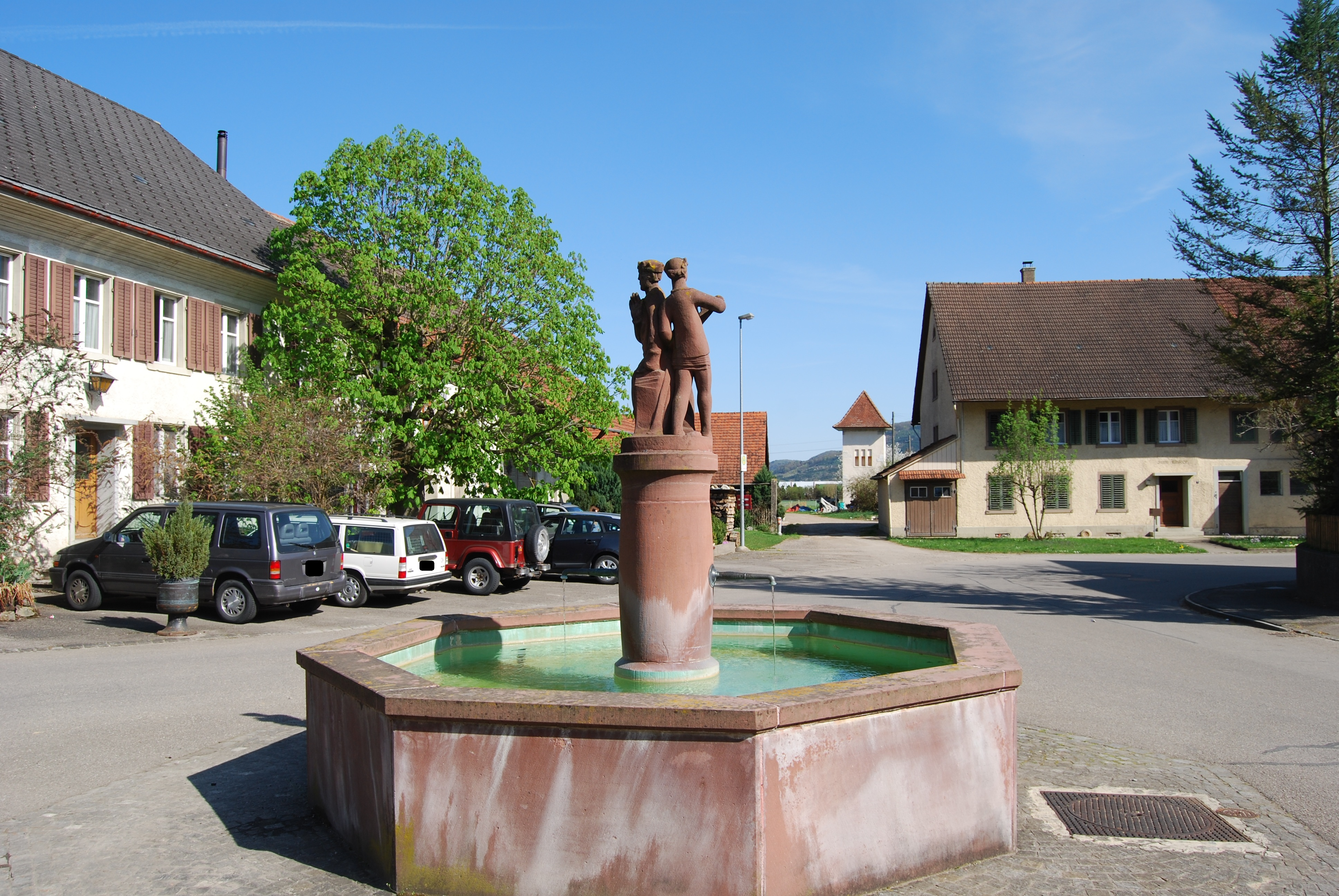
Davidbrunnen (mit Skulptur von Alexander Zschokke: Saul, David und Hund)
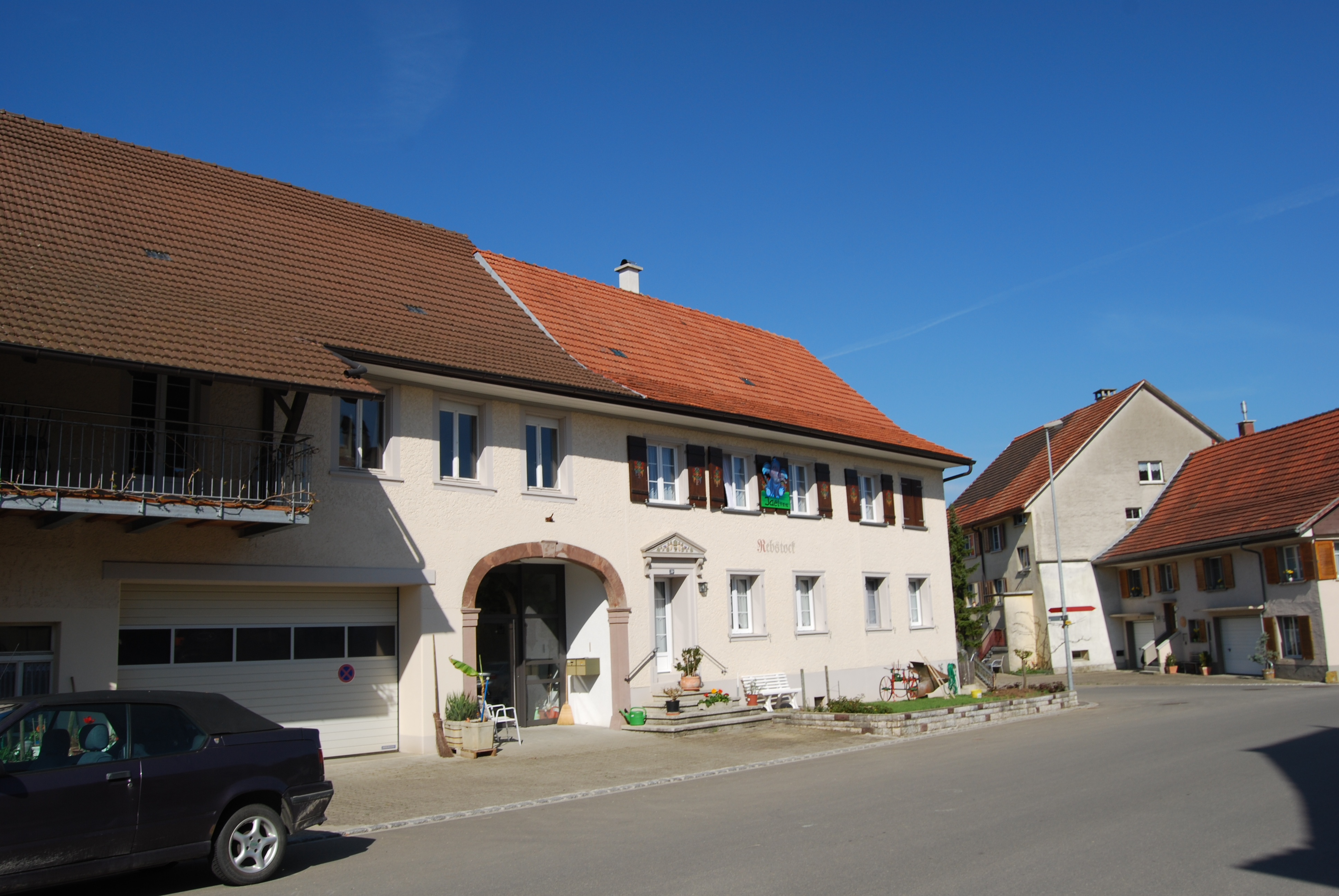
Platz im Dorfzentrum
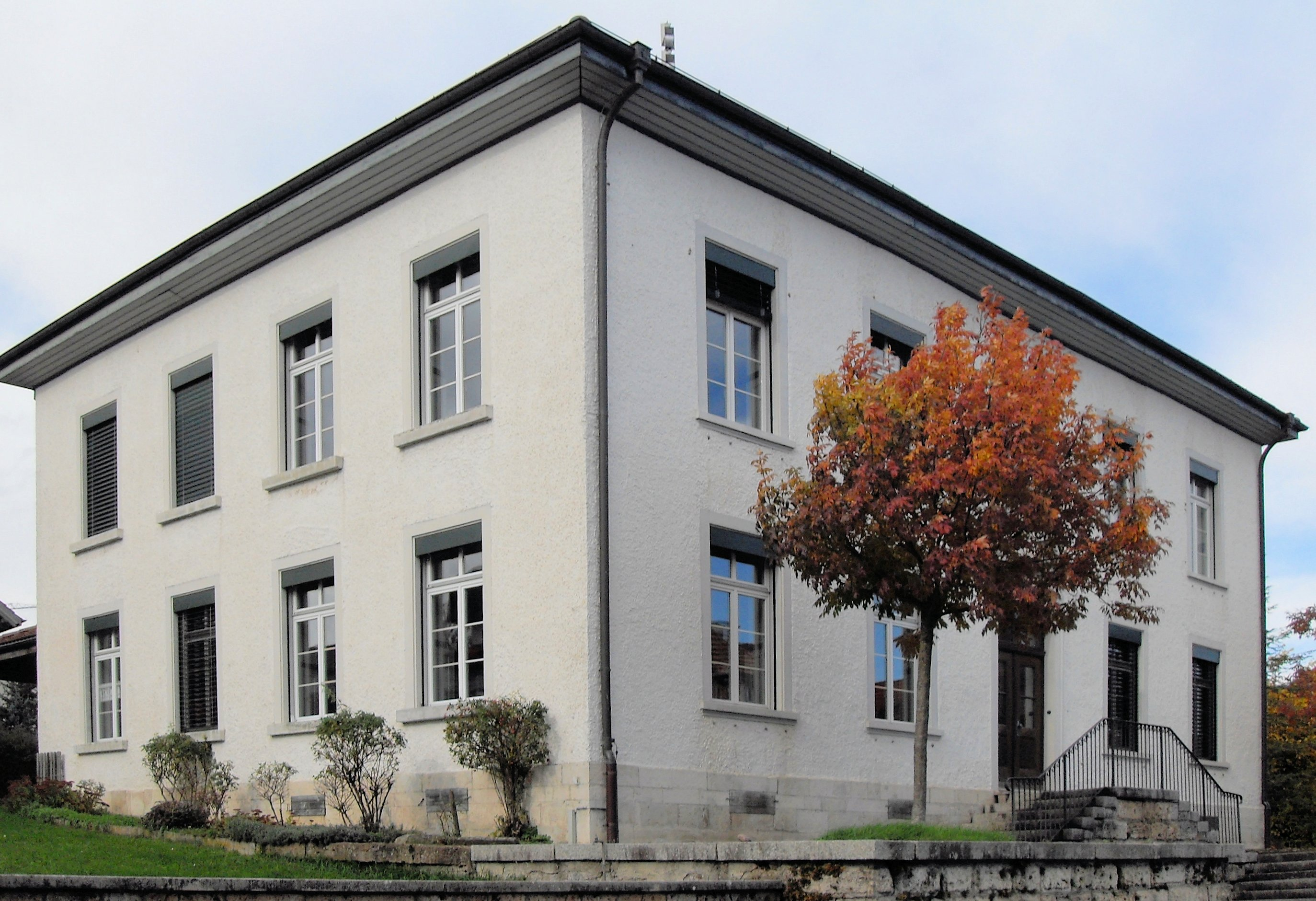
Primarschule